# Maria Antonietta (serie televisiva)
Maria Antonietta (Marie Antoinette) è una serie televisiva francese e polacca creata da Deborah Davis, sceneggiatrice de La favorita. È basata sulla vita dell'ultima regina di Francia prima dello scoppio della Rivoluzione francese, quando, appena quattordicenne, divenne Delfina di Francia dopo il suo matrimonio con Luigi Augusto. La prima stagione ha debuttato in Francia il 31 ottobre 2022 su Canal+.

## Episodi
| Stagione         | Episodi | Prima TV Francia | Prima TV Italia |
| ---------------- | ------- | ---------------- | --------------- |
| Prima stagione   | 8       | 2022             | 2023            |
| Seconda stagione | 8       | 2025             | 2025            |

## Personaggi e interpreti

### Principali
- Marie Antoinette (stagione 1-in corso), interpretata da Emilia Schüle, doppiata da Letizia Ciampa.
Figlia di Maria Theresa lascia Vienna per trasferirsi a Versailles e sposare il futuro Louis XVI.
- Louis XVI (stagione 1-in corso), interpretato da Louis Cunningham, doppiato da Flavio Aquilone.
Delfino di Francia e nipote di Louis XV in procinto di sposarsi con Marie Antoinette.
- Maria Theresa (stagione 1), interpretata da Marthe Keller, doppiata da Antonella Giannini.
Imperatrice del Sacro Romano Impero e madre di Marie Antoinette.
- Louis XV (stagione 1), interpretato da James Purefoy, doppiato da Stefano De Sando.
Re di Francia.
- Conte di Provence (stagione 2, ricorrente stagione 1), interpretato da Jack Archer, doppiato da Gabriele Sabatini.
Fratello minore di Louis XVI e marito di Joséphine.
- Principessa di Lamballe (stagione 2, ricorrente stagione 1), interpretata da Jasmine Blackborow, doppiata da Eleonora Reti.
Amica intima di Marie Antoinette e Sovrintendente della Casa della Regina.
- Joséphine (stagione 2, ricorrente stagione 1), interpretata da Roxane Duran, doppiata da Elena Perino.
Moglie del conte di Provence.
- Madame Adélaïde (stagione 2, ricorrente stagione 1), interpretata da Crystal Shepherd-Cross, doppiata da Roberta Pellini.
Figlia di Louis XV e sorella di Victoire.
- Madame Victoire (stagione 2, ricorrente stagione 1), interpretata da Caroline Piette, doppiata da Sabrina Duranti.
Figlia di Louis XV e sorella di Adélaïde.
- Duca di Chartres (stagione 2, ricorrente stagione 1), interpretato da Oscar Lesage, doppiato da Emanuele Ruzza.
Cugino di Louis XVI.
- Rohan (stagione 2, ricorrente stagione 1), interpretato da Maximilien Seweryn, doppiato da Davide Lepore.
Ambasciatore francese in Austria e in seguito cardinale. Mecenate di Cagliostro.
- Beaumarchais (stagione 2, ricorrente stagione 1), interpretato da Philippe Tłokiński, doppiato da Edoardo Stoppacciaro.
Orologiaio, spia per conto di Louis XVI e drammaturgo.
- Yolande, contessa de Polignac (stagione 2, ricorrente stagione 1), interpretata da Liah O'Prey, doppiata da Joy Saltarelli.
Favorita di Marie Antoinette.
- Conte Hans Axel von Fersen (stagione 2, guest star stagione 1), interpretato da Martijn Lakemeier.
Aide-de-camp e amante di Marie.
- Jeanne de Valois (stagione 2), interpretata da Freya Mavor, doppiata da Benedetta Ponticelli.
Nipote di Henri II, fingendo di raccogliere denaro per beneficienza, si introduce negli appartamenti della regina e ruba la sua corrispondenza con Fersen.
- Breteuil (stagione 2), interpretato da Patrick Albenque, doppiato da Massimo De Ambrosis.
Segretario di Stato della Maison du roi.
- Charles Gravier, conte di Vergennes (stagione 2), interpretato da Guy Henry, doppiato da Raffaele Palmieri.
Capo del consiglio delle Finanze.
- Alexandre de Calonne, conte di Hannonville (stagione 2), interpretato da James Northcote, doppiato da Gianfranco Miranda.
Intendente e nuovo controllore delle finanze.
- Rétaux de Villette (stagione 2), interpretato da Alex Bhat.
Prostituto che vive insieme a Jeanne e suo complice nelle truffe.
- Félicité (stagione 2), interpretata da Jessica Clark, doppiata da Martina Felli.
Colta amante di Chartres.

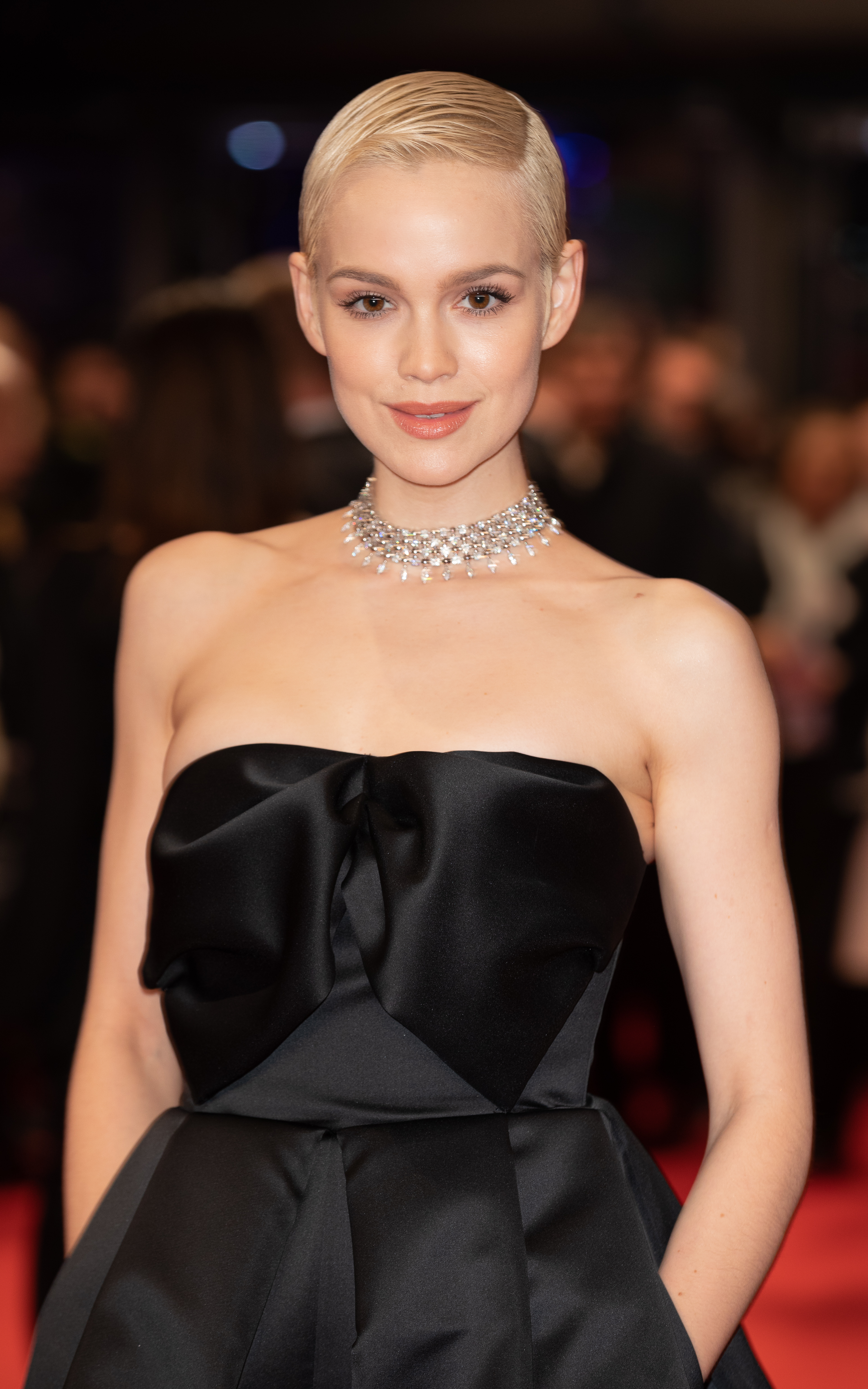
Emilia Schüle
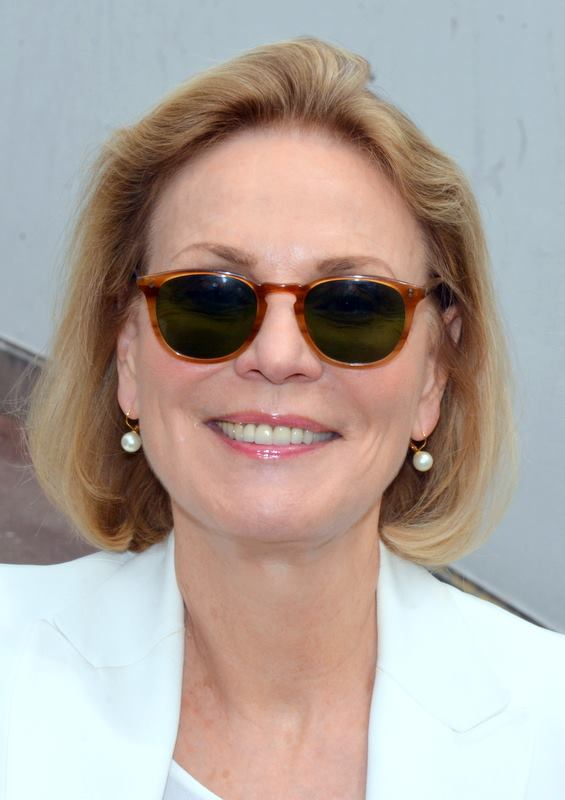
Marthe Keller
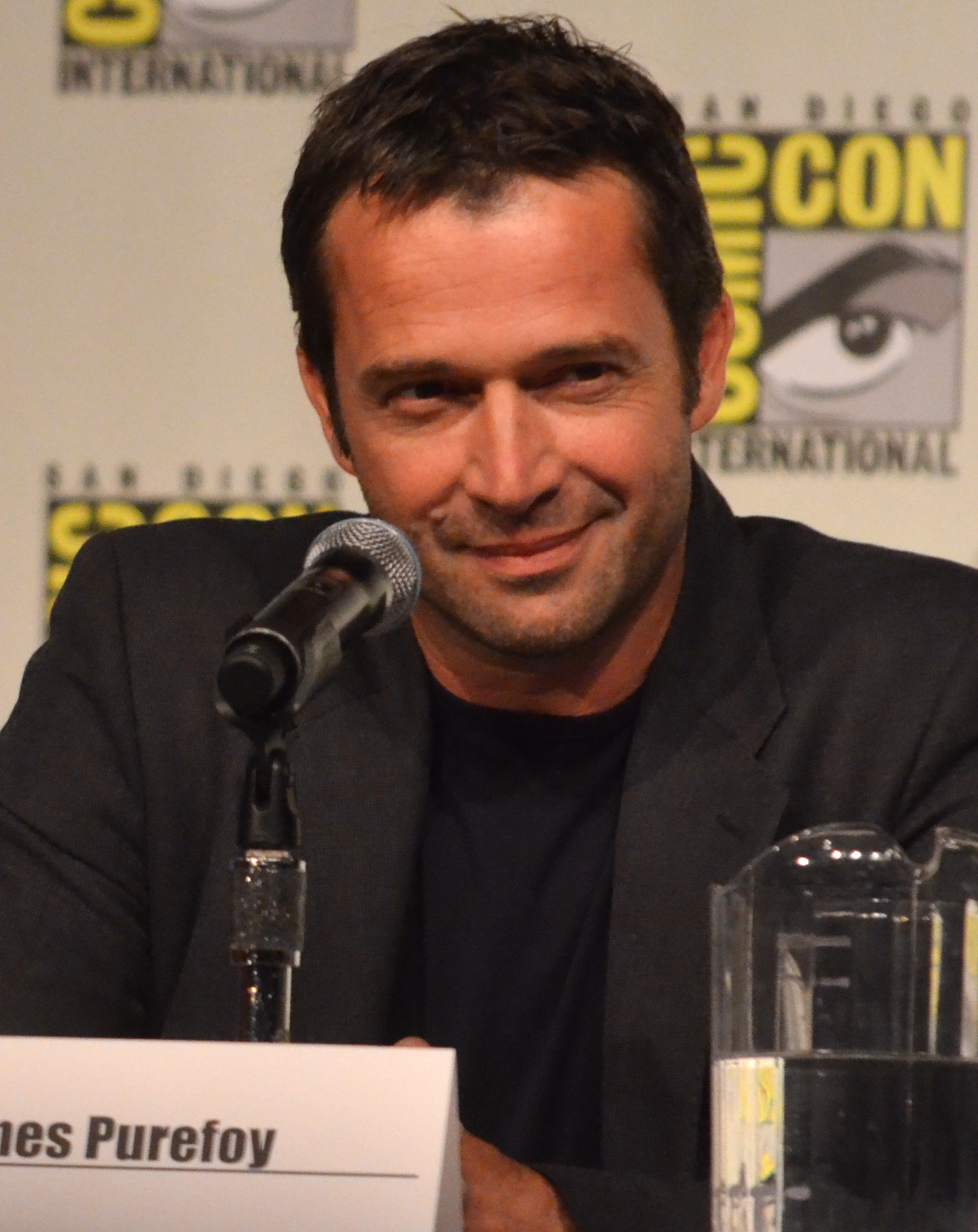
James Purefoy
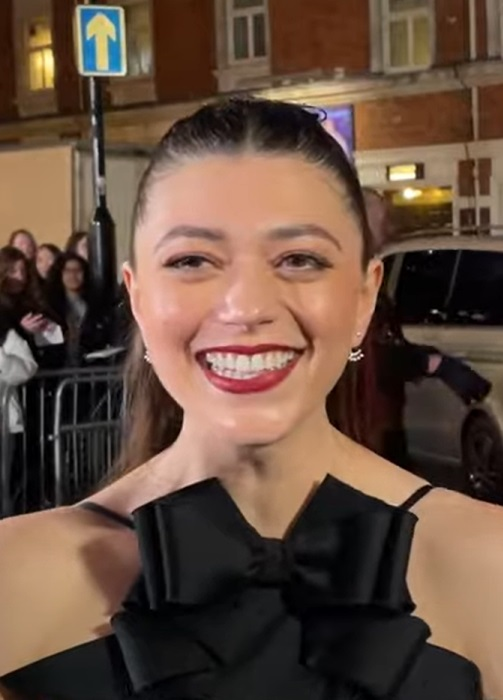
Jasmine Blackborow
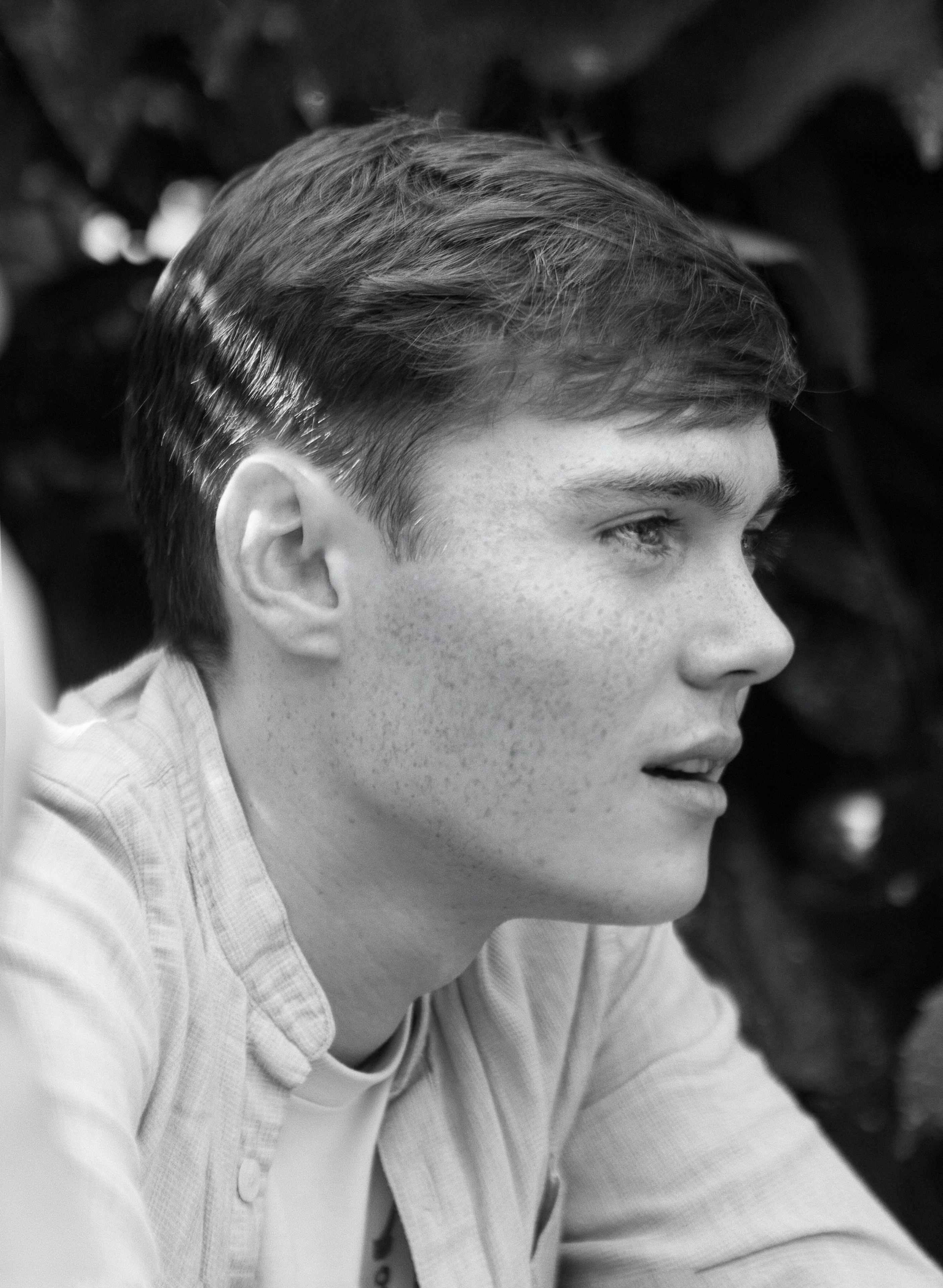
Jack Archer
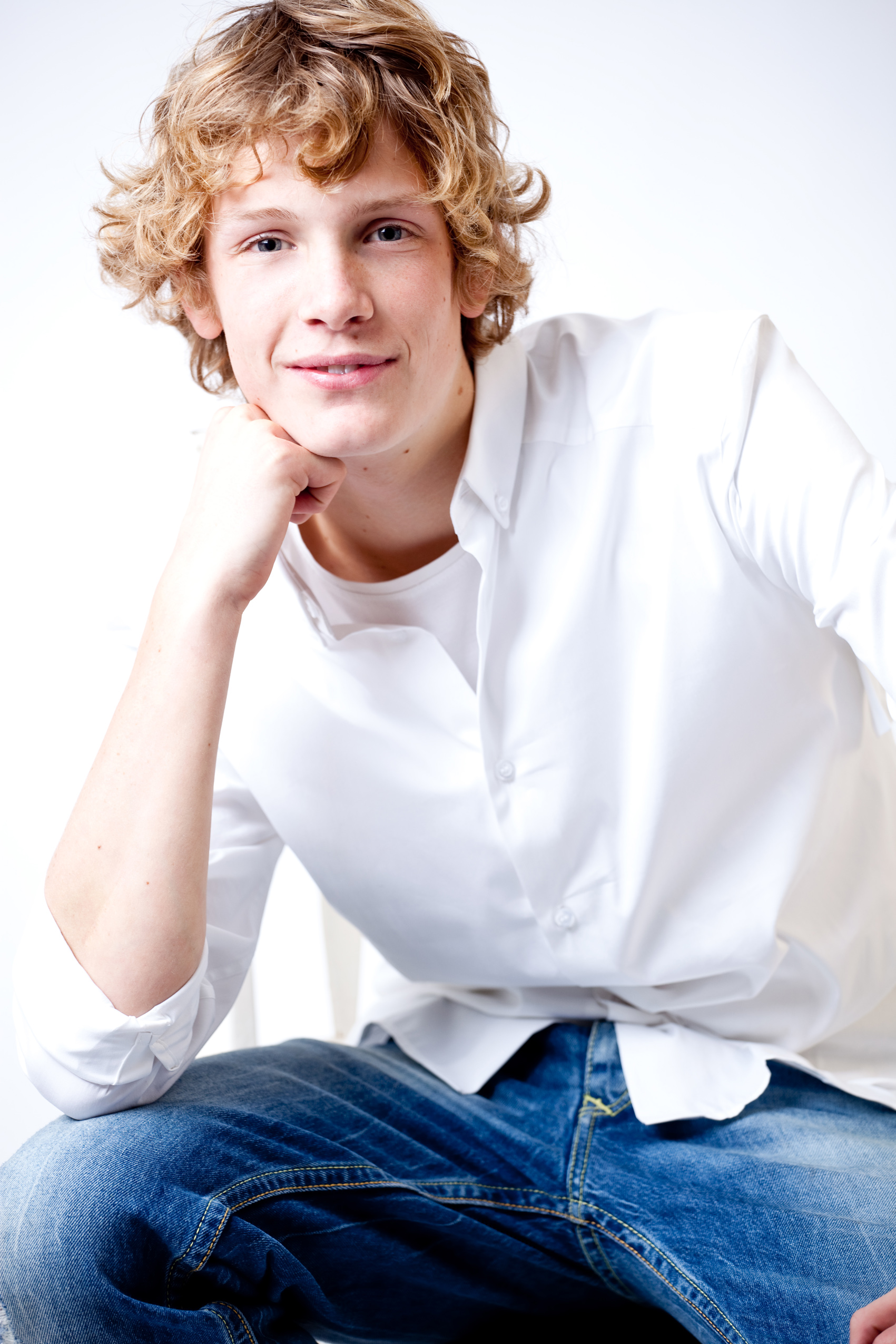
Martijn Lakemeier
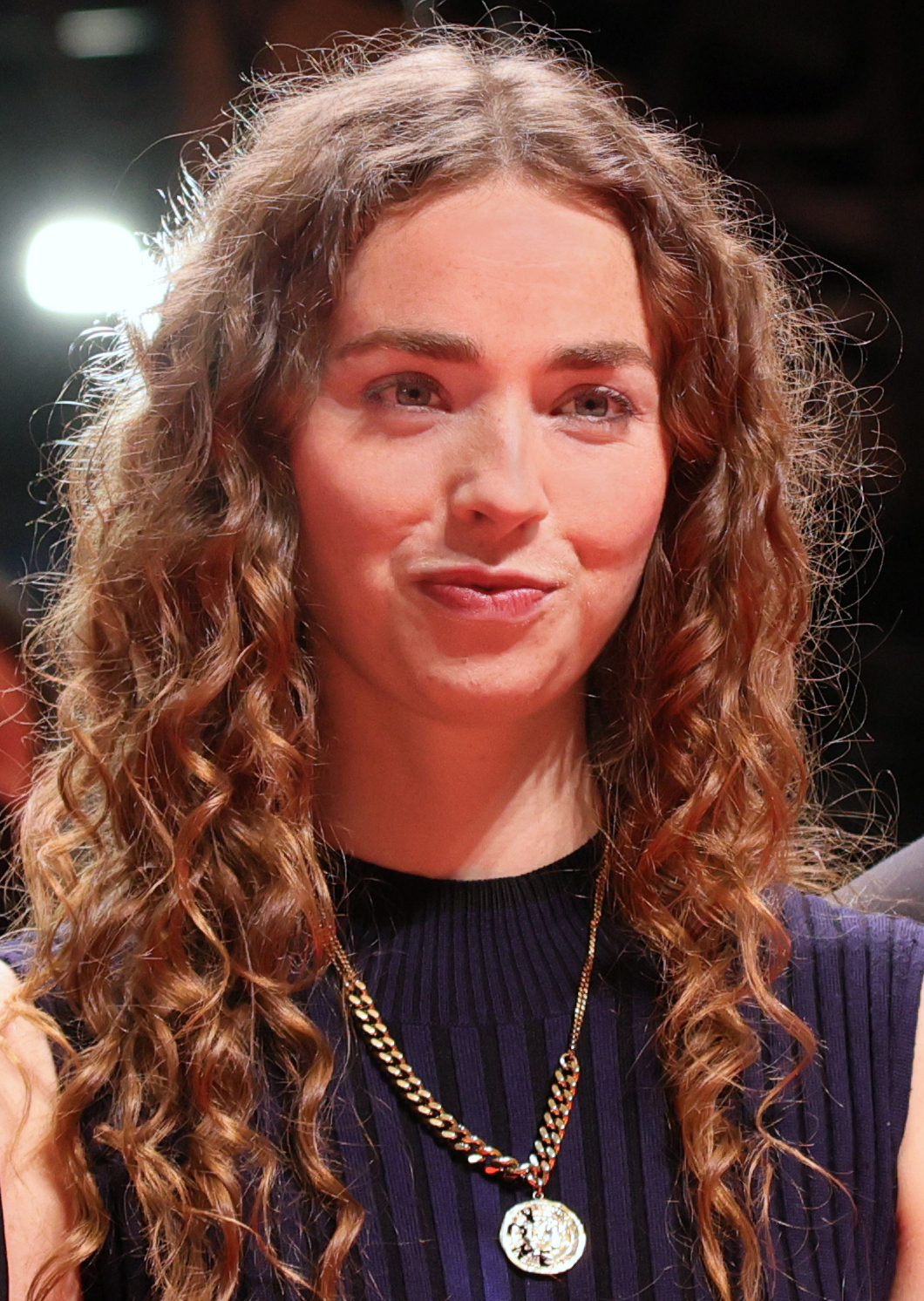
Freya Mavor
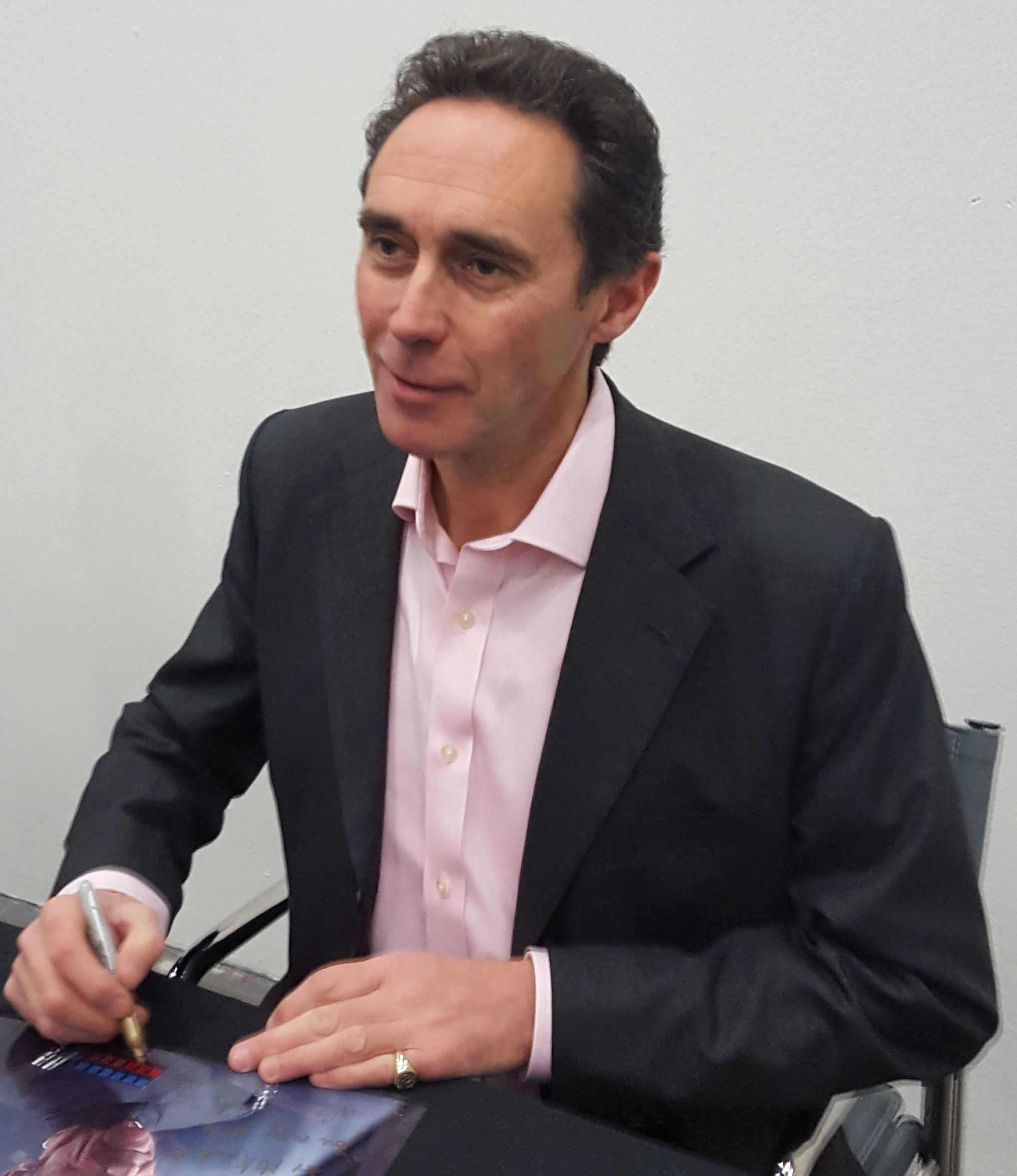
Guy Henry

### Ricorrenti
- Madame du Barry (stagione 1), interpretata da Gaia Weiss, doppiata da Federica De Bortoli.
Ultima favorita di Louis XV.
- Conte di Mercy (stagione 1), interpretato da Nathan Willcocks, doppiato da Franco Mannella.
Ambasciatore austriaco in Francia e fidato consigliere di Marie Antoinette.
- Madame de Noailles (stagione 1), interpretata da Laura Benson, doppiata da Aurora Cancian.
Gran Maestra della Casa della delfina.
- Duca de Choiseul (stagione 1), interpretato da Gérard Watkins, doppiato da Carlo Valli.
Primo ministro di re Louis XV.
- Joseph II (stagione 1), interpretato da Jonas Bloquet, doppiato da Marco Vivio.
Fratello di Marie Antoinette e coreggente.
- Duca d'Aiguillon (stagione 1), interpretato da Nicola Perot.
Segretario di Stato per gli affari esteri di Louis XV.
- Julie (stagione 1), interpretato da Nathaniel Spender.
Sotto incarico di Mercy si traveste da cameriera di Marie Antoinette per spiare le mosse dei francesi.
- Chevalier de Saint-Georges (stagione 1-in corso), interpretato da Yoli Fuller, doppiato da Paolo Vivio.
Violinista e maestro d'orchestra.
- Maurepas (stagione 1), interpretato da Paul Bandey, doppiato da Pierluigi Astore.
Primo ministro di Louis XVI.
- Conte de Polignac (stagione 1, guest star stagione 2), interpretato da Thomas Alden.
Marito di Yolande.
- Conte de Vaudreuil (stagione 1, guest star stagione 2), interpretato da Paul Spera.
Nobile di Saint-Domingue e amante di Yolande.
- Cagliostro (stagione 2), interpretato da Selva Rasalingam, doppiato da Francesco Prando.
Occultista, alchimista e guaritore.
- Marguerite de Gourbillon (stagione 2), interpretata da Lujza Richter, doppiata da Valentina Mari.
Nuova dama di compagnia di Joséphine e sua amante.
- Nicolas de La Motte (stagione 2), interpretato da Callum McGowan.
Truffatore e marito di Jeanne.
- Dott. Brunier (stagione 2), interpretato da Vincent Londez.
Medico di corte.
- Madame Royale (stagione 2), interpretata da Diana Debrouwer.
Primogenita di Marie e Louis.
- Delfino di Francia (stagione 2), interpretato da Basile Knoll Relot.
Secondogenito di Marie e Louis, affetto da tubercolosi.
- Malesherbes (stagione 2), interpretato da Martin Swabey. 
Giurista e politico.
- Madame de Rohan-Soubise (stagione 2), interpretata da Dearbhla Molloy, doppiata da Angiola Baggi.
Nonna del cardinale Rohan.

### Guest star
- Rose Bertin (stagioni 1-2), interpretata da Zelda Rittner.
Stilista e modista personale di Marie Antoinette.
- Benjamin Franklin (stagione 1), interpretato da Saul Jephcott, doppiato da Gianni Giuliano.
Ambasciatore statunitense in Francia.
- Charles-Auguste Böhmer (stagione 2), interpretato da Richard Earl, doppiato da Alberto Bognanni.
Gioielliere di corte.
- Élisabeth Vigée Le Brun (stagione 2), interpretata da Leïla Muse, doppiata da Gemma Donati.
Ritrattista di Marie Antoinette.
- Gui-Jean-Baptiste Target (stagione 2), interpretato da Alexandre Poole.
Scaltro avvocato di Rohan, assunto da Chartres.
- Nicole d'Oliva (stagione 2), interpretata da Margaux Billard.
Prostituta pagata da Jeanne per impersonare la regina.
- Jacques Necker (stagione 2), interpretato da Conor Lovett.
Direttore generale delle finanze dopo l'esilio di Calonne che convoca gli Stati generali.

## Produzione

### Sviluppo
Dopo la trasmissione della stagione finale di Versailles, è stato annunciato che Canal+ aveva commissionato Deborah Davis per scrivere una serie in otto parti incentrata su Maria Antonietta. Acconto a Banijay Studios e CAPA Drama la società di produzione francese aveva pianificato di creare una serie in lingua inglese con l’obiettivo di distribuirla ad un ampio pubblico internazionale in modo simile a Versailles. Nell’ottobre 2021 è stato comunicato che BBC aveva acquistato i diritti della serie ed entra a far parte della produzione e della distribuzione. Vogue e Variety hanno riportato che la serie è creata da una squadra di sceneggiatrici tutta al femminile e offrirebbe una "visione femminista" sulla vita di Maria Antonietta.
Il 17 marzo 2023 la serie è stata rinnovata per una seconda stagione.

### Casting
Nel settembre 2021 Emilia Schüle è stata scelta per interpretare la protagonista. Il cast internazionale include Louis Cunningham, Jack Archer, Jasmine Blackborow, Gaia Weiss, James Purefoy, Marthe Keller, Roxane Duran, Crystal Shepherd-Cross, Caroline Piette, Oscar Lesage, Liah O'Prey, Jonas Bloquet, Nathan Willcocks, Paul Bandey, Laura Benson e Yoli Fuller.
Nel settembre 2023 Freya Mavor, James Northcote, Callum McGowan, Jessica Clark, Patrick Albenque, Guy Henry e Alex Bhat sono stati annunciati nel cast della seconda stagione.

### Riprese
La lavorazione della prima stagione è iniziata nel settembre 2021. Oltre agli studi di Bry-sur-Marne, le riprese si sono svolte nei seguenti luoghi: la Reggia di Versailles, il castello di Vaux-le-Vicomte, Fontainebleau, Lésigny, il castello di Champs-sur-Marne e Voisins.
Le riprese della seconda stagione sono incominciate nel settembre 2023 negli stessi luoghi della prima stagione.

## Distribuzione
Marie Antoinette ha debuttato sul canale via cavo francese Canal+ il 31 ottobre 2022. Il mese seguente la serie è stata distribuita su BBC First in Australia e pubblicata su Foxtel e Binge. Banijay ha annunciato che la PBS ha acquistato i diritti per gli Stati Uniti, in seguito è stato rivelato che la serie sarebbe stata trasmessa dal 19 marzo 2023.
Nel Regno Unito ha esordito su BBC Two e BBC iPlayer il 29 dicembre 2022. In Italia è andata in onda su Sky Serie dal 15 febbraio 2023.
In Francia la seconda stagione, intitolata Lo scandalo della collana, è trasmessa dal 17 febbraio 2025. Negli Stati Uniti va in onda dal 23 marzo 2025 mentre in Italia dal 29 marzo seguente.

### Edizione italiana
La direzione del doppiaggio è a cura di Sonia Scotti e Fabrizio Temperini, su dialoghi di Maria Gabriella Petti, Matteo Amandola, Federica Cappellanti, Julia Sanfilippo, Maria Teresa Cella e Flora Staglianò per conto di Studio Emme.

## Accoglienza
La prima stagione della serie ha ricevuto recensioni miste dalla critica. Rotten Tomatoes riporta il 60% delle recensioni professionali positive, con un voto medio di 5,90 su 10 basato su 10 critiche. Il Daily Mail ha assegnato alla serie cinque stelle su cinque, elogiando la "scrittura tagliente" e le interpretazioni "fantastiche".
The Guardian ha assegnato quattro su cinque, complimentandosi per l'interpretazione di Schüle e commentando "Bizzarro, divertente, grottesco in alcuni punti ... questo dramma dalla sceneggiatrice del film con Olivia Colman ritrae la regina francese come un'adolescente allegra e ingenua – ed è estremamente piacevole".
Il Telegraph l'ha votata tre su cinque, dichiarando “dopo otto effervescenti ore (Maria Antonietta) si conclude in un trionfo dinastico” ma "questa non è storia ovviamente". In modo analogo, il Financial Times ha affibbiato tre su cinque concludendo "per tutti i dettagli accurati dell'ambiziosa produzione, Maria Antonietta a volte può sembrare una porzione indulgente di torta, quando quello di cui abbiamo voglia è un po' più di pane e burro nella narrazione".
L'Evening Standard è stato più critico con un voto di due su cinque descrivendo la serie come un "dramma in costume tradizionale gravato dalle aspettative".
Variety ha presentato la serie come una delle sue migliori scelte per la miglior serie internazionale del 2022, descrivendo Schüle come "affascinante".